# DN7E
DN7E a fost un drum național din România care străbatea Municipiul Arad pe direcția est-vest, pe traseul Calea Radnei – Calea Iuliu Maniu – Calea Aurel Vlaicu. Până în 2009 acest sector de drum era traversat de DN7, dar în urma dării în administrarea Ministerului Transporturilor și Infrastructurii a respectivului sector, DN7 a fost deviat pe Centura de Nord a Aradului, pe acest traseu creându-se ruta DN7E.
Ulterior în 2014 s-a decis prin Hotărâre a Consiliului Local Arad ca segmentul de drum să revină în administrarea Primăriei Municipiului Arad.
În 2018 a apărut și Hotărârea de Guvern prin care se aproba și la nivel de guvern retransmiterea sectorului de drum național, din domeniul public al statului și din administrarea Ministerului Transporturilor în domeniul public al municipiului Arad, precum și declasarea acestuia din categoria funcțională a drumurilor de interes național și încadrarea acestuia în categoria funcțională a drumurilor de interes local.